# Les Dames Anglaises
Les Dames Anglaises (3.601 m s.l.m.) sono un insieme di guglie montuose nel Massiccio del Monte Bianco. Si trovano tra l'Aiguille Noire de Peuterey e l'Aiguille Blanche de Peuterey.
Le guglie principali sono:
- l'Isolée - 3577 m
- Punta Casati - 3592 m
- Punta Castelnuovo - 3601 m
- Punta Jolanda[1] - 3593 m
- Punta Crétier - 3574 m.

Sul colle che a nord separa Les Dames dal Picco Gugliermina si trova il Bivacco Piero Craveri.

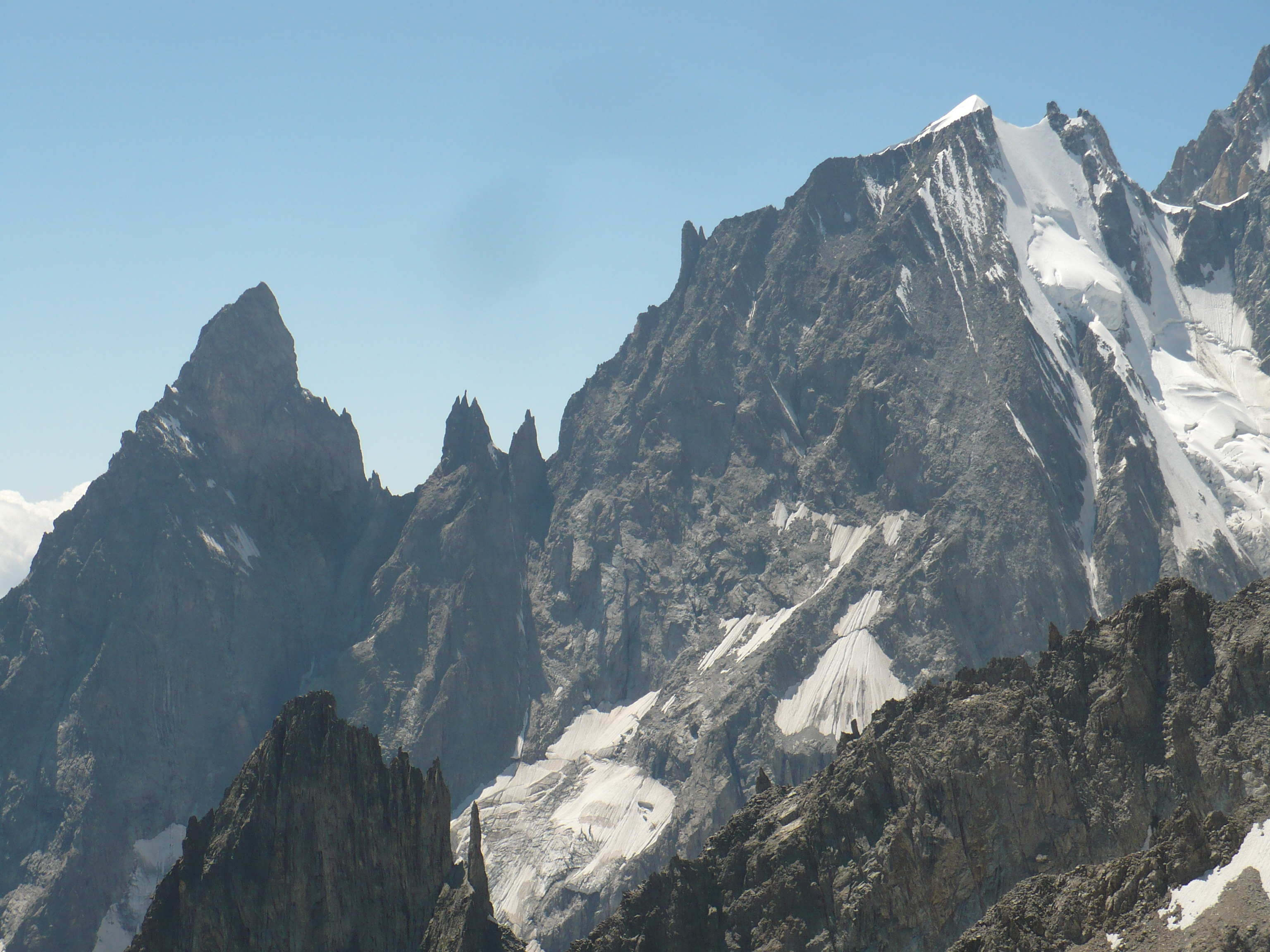
Les Dames Anglaises (al centro) tra l'Aiguille Noire de Peuterey (a sinistra) e l'Aiguille Blanche de Peuterey (a destra) viste dal Rifugio Torino.